# Viking Hockey
Viking Hockey je jedan od norveških najpoznatijih klubova u športu hokeju na ledu. Iz grada je Stavangera.
Po stanju od konca sezone 2006/07., igraju u nižoj ligaškoj razini od GET-ligaena. 
Klupska boja je plava.
Domaće susrete igraju u dvorani Siddishallen.

## Povijest
Utemeljen je 1968., i jedan su od najstarijih hokejaških klubova u Norveškoj.

## Uspjesi
Dvaput su bili treći u prvenstvu.

## Slavni igrači
- Rob Schistad
- Eirik Cecil Paulsen
- Kyle McDonough
- Tore Vikingstad
- Ed Galliani